# Philip Hayes
Philip Hayes (Oxford, 17 d'abril de 1738 – Londres, 19 de març de 1797) fou un compositor, organista i cantant anglès del Classicisme.
Era fill de William Hayes (també músic i organista), al que succeí com a organista i mestre de capella del Magdalencollege d'Oxford, càrrec que desenvolupà amb gran prestigi i on tingué entre d'altres alumnes John Clarke Whitfield.
Va compondre antífones, salms, l'oratori Prophecy, una oda a Santa Cecília i la mascarada Telemachus. A més publicà l'antologia de música religiosa Harmonia Wiccamica.